# 이시올로현

이시올로현

이시올로현(Isiolo County)은 케냐를 구성하는 47개 현 가운데 하나로 현도는 이시올로이며 면적은 25,336.1km2, 인구는 143,294명(2009년 기준)이다. 2013년에 실시된 행정 구역 개편에 따라 동부주에서 분리되어 신설되었다. 북쪽으로는 마르사비트현, 동쪽으로는 와지르현, 남동쪽으로는 가리사현, 남쪽으로는 타나리버현, 남서쪽으로는 메루현, 서쪽으로는 라이키피아현, 서쪽으로는 삼부루현과 접한다.

## 인구
| 연도    | 인구    | ±%     |
| ------- | ------- | ------ |
| 1979    | 43,478  | —      |
| 1989    | 70,078  | +61.2% |
| 1999    | 100,861 | +43.9% |
| 2009    | 143,294 | +42.1% |
| 2019    | 268,002 | +87.0% |
| source: |         |        |

## 같이 보기
- 가리사현
- 라이키피아현
- 마르사비트현
- 메루현
- 삼부루현
- 타나리버현
- 와지르현